# Tanaostigma
Tanaostigma is een geslacht van vliesvleugeligen uit de familie Tanaostigmatidae. De wetenschappelijke naam van dit geslacht is voor het eerst geldig gepubliceerd in 1890 door Howard.

## Soorten
Het geslacht Tanaostigma omvat de volgende soorten:
- Tanaostigma albosquamatum (Kieffer, 1910)
- Tanaostigma bennetti LaSalle, 1987
- Tanaostigma chapadae (Ashmead, 1904)
- Tanaostigma coursetiae Howard, 1890
- Tanaostigma gahani (Gomes, 1942)
- Tanaostigma glabrum LaSalle, 1987
- Tanaostigma impilum LaSalle, 1987
- Tanaostigma lobo LaSalle, 1987
- Tanaostigma plaumanni LaSalle, 1987
- Tanaostigma slossonae (Crawford, 1911)
- Tanaostigma stanleyi LaSalle, 1987